# Heinrich Paal
Heinrich Paal (Rakvere, 1895. június 26. – Kirov, 1941. december 18.) válogatott észt labdarúgó, nemzetközi labdarúgó-játékvezető. A magyar kötődésű Paál Heinrich a második világháború idején egy szovjet fogolytáborban halt meg.

## Pályafutása

### Sportolóként
Fiatal korában kivételes sportolói képességekkel rendelkezett. Eredményes sportoló, az észt futball egyik legjobb játékosa, maratonfutásban, 5 és 20 kilométeres távon jeleskedett, kedvelte a gyeplabdát és birkózásban is jeleskedett.

### Labdarúgóként
1920-tól 1931-ig az SK Tallinna Sport labdarúgója, 7-es számmal szélső csatár. Válogatott mérkőzéseinek száma 37 vagy 38. Az 1924. évi nyári olimpiai játékok labdarúgó tornáján az észt válogatott tagjaként lépett pályára.
| Időpont        | Helyszín                 | Mérkőzés típusa     | Mérkőzés                    | Eredmény | Edző         | Játékvezető       |
| -------------- | ------------------------ | ------------------- | --------------------------- | -------- | ------------ | ----------------- |
| 1924 május 25. | Pershing Stadion, Párizs | selejtező, első kör | Egyesült Államok–Észtország | 1 : 0    | Kónya Ferenc | Paul Putz (belga) |

#### Észt Kupa
A bajnokcsapat tagja, a kupamérkőzések során 3 góljával a legjobb góllövő címet érdemelte ki,
| Időpont           | Helyszín                    | Mérkőzés típusa | Mérkőzés                                          | Eredmény | Játékvezető        |
| ----------------- | --------------------------- | --------------- | ------------------------------------------------- | -------- | ------------------ |
| 1921. október 13. | Tiigiveski Stadion, Tallinn | döntő           | VS Sport Tallinn–Tallinna Jalgpalli Klubi Tallinn | 5 : 3    | Alexander McKibbin |

### Labdarúgó-játékvezetőként

#### Nemzetközi játékvezetés
Az Észt labdarúgó-szövetség Játékvezető Bizottsága (JB) 1930-ban terjesztette fel nemzetközi játékvezetőnek, a Nemzetközi Labdarúgó-szövetség (FIFA) bíróinak keretébe. Több nemzetek közötti válogatott és klubmérkőzést vezetett. Az aktív nemzetközi játékvezetéstől 1934-ben búcsúzott.